# Klitlavning
Klitlavninger eller Fugtige klitlavninger er betegnelsen for en naturtype der hovedsageligt findes i klitområder langs Jyllands vestkyst til Nordsøen. Naturtypen findes bl.a. ved Skagen, Vandplasken i Nordvestjylland, i Hanstholm-reservatet i Thy, på klithederne langs Jammerbugten og på Fanø.
Klitlavning er en betegnelse for en naturtype i Natura 2000-netværket, med nummeret 2190. Det er en varieret naturtype som kan omfatte forskellige undertyper som klitsøer, rørsumpe i klitlavninger, fugtige græs- og sivbevoksede områder og kær. Naturtypen fordrer en stabil grundvandstand.

## Klitlavningernes planter
- I klitsøer findes vandplanter som kransnålalger, hestehale og vandaks.
- I rørsumpe findes bl.a. tagrør, strandkogleaks.
- I klitlavninger på fugtigt sand findes tudsesiv, tusindgyldenarter, søpryd og vandnavle.
- I kær rig- og fattigkærsurter og græsser samt gråris og nogle steder rosmarinpil.